# Elecciones provinciales de Argentina de 2009
Las elecciones provinciales de Argentina de 2009 tuvieron lugar en 5 fechas entre el 8 de marzo y el 4 de octubre, en 12 de los 24 distritos del país. Los comicios tenían como objetivo renovar la mitad de las legislaturas provinciales y elegir gobernador en Corrientes. Se realizaron en simultáneo con las elecciones legislativas de medio término a nivel nacional, excepto en las provincias de Catamarca, Corrientes y Salta.
La cantidad de cargos a renovar varió por provincia. Algunas contaban con legislativos bicamerales, por lo que se debía elegir diputados y senadores provinciales, y otros con legislaturas unicamerales. Chubut, Córdoba, Entre Ríos, La Pampa, Neuquén, Río Negro, San Juan, Santa Cruz, Santa Fe, Santiago del Estero, Tierra del Fuego y Tucumán no renovaron ninguna institución provincial.

## Cronograma
| Distrito                 | Fecha                    | Gobernador      | Partido   | Partido              | Alianza nacional | Alianza nacional        | Diputados | Senadores | Consulta popular |
| ------------------------ | ------------------------ | --------------- | --------- | -------------------- | ---------------- | ----------------------- | --------- | --------- | ---------------- |
| Buenos Aires             | 28 de junio de 2009      | No elige        | 46        | 23                   | No elige         |                         |           |           |                  |
| Ciudad de Buenos Aires   | 28 de junio de 2009      | No elige        | 30        | No elige             | No elige         |                         |           |           |                  |
| Catamarca                | 8 de marzo de 2009       | No elige        | 21        | 8                    | No elige         |                         |           |           |                  |
| Chaco                    | 28 de junio de 2009      | No elige        | 16        | No elige             | No elige         |                         |           |           |                  |
| Corrientes (Ver detalle) | 13 de septiembre de 2009 | 1ª vuelta       | 1ª vuelta | 1ª vuelta            | 1ª vuelta        | 1ª vuelta               | No elige  | No elige  | No elige         |
| Corrientes (Ver detalle) | 4 de octubre de 2009     | Ricardo Colombi |           | Unión Cívica Radical |                  | Acuerdo Cívico y Social | 13        | 4         | No elige         |
| Formosa                  | 28 de junio de 2009      | No elige        | 15        | No elige             | No elige         |                         |           |           |                  |
| Jujuy                    | 28 de junio de 2009      | No elige        | 24        | No elige             | No elige         |                         |           |           |                  |
| La Rioja                 | 28 de junio de 2009      | No elige        | 27        | No elige             | No elige         |                         |           |           |                  |
| Mendoza                  | 28 de junio de 2009      | No elige        | 24        | 19                   | Sí               |                         |           |           |                  |
| Misiones                 | 28 de junio de 2009      | No elige        | 20        | No elige             | No elige         |                         |           |           |                  |
| Salta                    | 6 de septiembre de 2009  | No elige        | 30        | 12                   | No elige         |                         |           |           |                  |
| San Luis                 | 28 de junio de 2009      | No elige        | 22        | 4                    | No elige         |                         |           |           |                  |

## Buenos Aires

Secciones electorales de Buenos Aires:
1º Sección
2º Sección
3º Sección
4º Sección
5º Sección
6º Sección
7º Sección
8º Sección/Capital

| Sección Electoral | Cámara de Diputados | Cámara de Diputados | Senado    | Senado    |
| Sección Electoral | Diputados           | A renovar           | Senadores | A renovar |
| ----------------- | ------------------- | ------------------- | --------- | --------- |
| 1                 | 15                  | —                   | 8         | 8         |
| 2                 | 11                  | 11                  | 5         | —         |
| 3                 | 18                  | 18                  | 9         | —         |
| 4                 | 14                  | —                   | 7         | 7         |
| 5                 | 11                  | —                   | 5         | 5         |
| 6                 | 11                  | 11                  | 6         | —         |
| 7                 | 6                   | —                   | 3         | 3         |
| 8 - Capital       | 6                   | 6                   | 3         | —         |
| Total             | 92                  | 46                  | 46        | 23        |

### Cámara de Diputados
|  | 35,88 % |

|  | 1,21 % |

|  | 37,09 % |

|  | 31,81 % |

|  | 21,50 % |

|  | 4,53 % |

|  | 1,74 % |

|  | 0,79 % |

|  | 0,63 % |

|  | 0,58 % |

|  | 0,40 % |

|  | 0,40 % |

|  | 0,38 % |

|  | 0,07 % |

|  | 0,05 % |

|  | 0,03 % |

|  | 0,02 % |

|  | 90,35 % |

|  | 8,42 % |

|  | 1,22 % |

|  | 76,18 % |

|  | 100 % |

#### Resultados por secciones electorales
|  | 33,89 % |

|  | 30,61 % |

|  | 28,68 % |

|  | 2,82 % |

|  | 1,06 % |

|  | 1,01 % |

|  | 0,67 % |

|  | 0,55 % |

|  | 0,31 % |

|  | 0,24 % |

|  | 0,16 % |

|  | 87,07 % |

|  | 11,83 % |

|  | 1,10 % |

|  | 78,20 % |

|  | 100 % |

|  | 40,41 % |

|  | 32,56 % |

|  | 17,21 % |

|  | 4,66 % |

|  | 1,92 % |

|  | 0,83 % |

|  | 0,63 % |

|  | 0,54 % |

|  | 0,47 % |

|  | 0,44 % |

|  | 0,31 % |

|  | 0,01 % |

|  | 91,00 % |

|  | 7,79 % |

|  | 1,21 % |

|  | 76,26 % |

|  | 100 % |

|  | 38,50 % |

|  | 28,59 % |

|  | 24,35 % |

|  | 5,00 % |

|  | 0,94 % |

|  | 0,76 % |

|  | 0,56 % |

|  | 0,52 % |

|  | 0,51 % |

|  | 0,25 % |

|  | 0,00 % |

|  | 87,13 % |

|  | 11,62 % |

|  | 1,25 % |

|  | 74,80 % |

|  | 100 % |

|  | 21,23 % |

|  | 13,27 % |

|  | 34,50 % |

|  | 27,36 % |

|  | 26,03 % |

|  | 4,76 % |

|  | 2,00 % |

|  | 1,80 % |

|  | 0,73 % |

|  | 0,72 % |

|  | 0,68 % |

|  | 0,52 % |

|  | 0,46 % |

|  | 0,45 % |

|  | 92,85 % |

|  | 5,69 % |

|  | 1,46 % |

|  | 74,96 % |

|  | 100 % |

### Senado
|  | 32,90 % |

|  | 31,70 % |

|  | 23,59 % |

|  | 6,87 % |

|  | 1,39 % |

|  | 1,27 % |

|  | 0,69 % |

|  | 0,61 % |

|  | 0,33 % |

|  | 0,33 % |

|  | 0,22 % |

|  | 0,07 % |

|  | 0,02 % |

|  | 88,84 % |

|  | 10,00 % |

|  | 1,15 % |

|  | 75,35 % |

|  | 100 % |

#### Resultados por secciones electorales
|  | 33,32 % |

|  | 33,18 % |

|  | 19,45 % |

|  | 8,73 % |

|  | 1,60 % |

|  | 1,15 % |

|  | 0,76 % |

|  | 0,65 % |

|  | 0,43 % |

|  | 0,34 % |

|  | 0,29 % |

|  | 0,10 % |

|  | 89,24 % |

|  | 9,63 % |

|  | 1,14 % |

|  | 75,91 % |

|  | 100 % |

|  | 32,60 % |

|  | 31,45 % |

|  | 30,67 % |

|  | 2,39 % |

|  | 0,93 % |

|  | 0,82 % |

|  | 0,46 % |

|  | 0,39 % |

|  | 0,29 % |

|  | 87,72 % |

|  | 11,44 % |

|  | 0,84 % |

|  | 78,49 % |

|  | 100 % |

|  | 32,42 % |

|  | 32,02 % |

|  | 27,72 % |

|  | 3,10 % |

|  | 2,04 % |

|  | 1,03 % |

|  | 0,53 % |

|  | 0,46 % |

|  | 0,45 % |

|  | 0,14 % |

|  | 0,10 % |

|  | 88,02 % |

|  | 10,65 % |

|  | 1,33 % |

|  | 71,65 % |

|  | 100 % |

|  | 35,56 % |

|  | 33,27 % |

|  | 24,98 % |

|  | 2,43 % |

|  | 0,94 % |

|  | 0,89 % |

|  | 0,87 % |

|  | 0,69 % |

|  | 0,38 % |

|  | 88,36 % |

|  | 10,27 % |

|  | 1,36 % |

|  | 76,76 % |

|  | 100 % |

## Capital Federal
|  | 31,30 % |

|  | 23,70 % |

|  | 18,75 % |

|  | 11,47 % |

|  | 3,12 % |

|  | 2,82 % |

|  | 2,05 % |

|  | 1,74 % |

|  | 0,32 % |

|  | 0,13 % |

|  | 0,10 % |

|  | 0,09 % |

|  | 0,07 % |

|  | 0,06 % |

|  | 0,06 % |

|  | 0,83 % |

|  | 0,76 % |

|  | 0,74 % |

|  | 0,56 % |

|  | 0,48 % |

|  | 0,33 % |

|  | 0,28 % |

|  | 0,24 % |

|  | 0,20 % |

|  | 0,16 % |

|  | 0,16 % |

|  | 0,11 % |

|  | 0,11 % |

|  | 0,08 % |

|  | 96,63 % |

|  | 2,02 % |

|  | 1,34 % |

|  | 73,89 % |

|  | 100 % |

## Catamarca
El 8 de marzo de 2009 se realizaron elecciones en la Provincia de Catamarca, para elegir 21 diputados provinciales, 8 senadores provinciales, un intendente y concejales departamentales.
La fuerza política con mayor caudal de votos fue el Frente Cívico y Social, una coalición de centro, en el gobierno desde 1991, integrada principalmente por radicales, al obtener el 42,3% de los votos, seguida por el Frente para la Victoria, con el 32,7% de los sufragios.

### Cámara de Diputados
|  | 42,27 % |

|  | 32,67 % |

|  | 3,69 % |

|  | 3,39 % |

|  | 3,14 % |

|  | 1,99 % |

|  | 1,35 % |

|  | 1,29 % |

|  | 1,28 % |

|  | 1,03 % |

|  | 0,80 % |

|  | 0,67 % |

|  | 0,47 % |

|  | 0,31 % |

|  | 94,36 % |

|  | 4,57 % |

|  | 1,07 % |

|  | 61,92 % |

|  | 100 % |

### Cámara de Senadores
| Departamento             | Senadores | A renovar |
| ------------------------ | --------- | --------- |
| Ambato                   | 1         | —         |
| Ancasti                  | 1         | 1         |
| Andalgalá                | 1         | —         |
| Antofagasta de la Sierra | 1         | 1         |
| Belén                    | 1         | —         |
| Capayán                  | 1         | 1         |
| Capital                  | 1         | —         |
| El Alto                  | 1         | 1         |
| Fray Mamerto Esquiú      | 1         | —         |
| La Paz                   | 1         | 1         |
| Paclín                   | 1         | 1         |
| Pomán                    | 1         | —         |
| Santa María              | 1         | 1         |
| Santa Rosa               | 1         | —         |
| Tinogasta                | 1         | 1         |
| Valle Viejo              | 1         | —         |
| Total                    | 16        | 8         |

|  | 47,01 % |

|  | 40,27 % |

|  | 3,08 % |

|  | 2,78 % |

|  | 2,61 % |

|  | 1,72 % |

|  | 1,30 % |

|  | 0,90 % |

|  | 0,19 % |

|  | 0,14 % |

|  | 94,05 % |

|  | 5,49 % |

|  | 0,46 % |

|  | 66,24 % |

|  | 100 % |

#### Resultados por departamentos
| Departamento                       | Partido/Alianza | Partido/Alianza                       | Senadores |
| ---------------------------------- | --------------- | ------------------------------------- | --------- |
| Ancasti 1 Senador                  |                 | Frente Cívico y Social                | 1/1       |
| Antofagasta de la Sierra 1 Senador |                 | Frente Cívico y Social                | 1/1       |
| Capayán 1 Senador                  |                 | Frente Justicialista para la Victoria | 1/1       |
| El Alto 1 Senador                  |                 | Frente Cívico y Social                | 1/1       |
| La Paz 1 Senador                   |                 | Frente Cívico y Social                | 1/1       |
| Paclín 1 Senador                   |                 | Frente Cívico y Social                | 1/1       |
| Santa María 1 Senador              |                 | Frente Justicialista para la Victoria | 1/1       |
| Tinogasta 1 Senador                |                 | Frente Cívico y Social                | 1/1       |

## Chaco
|  | 50,48 % |

|  | 44,15 % |

|  | 1,76 % |

|  | 1,12 % |

|  | 1,05 % |

|  | 0,90 % |

|  | 0,55 % |

|  | 96,96 % |

|  | 2,28 % |

|  | 0,76 % |

|  | 74,05 % |

|  | 100 % |

## Formosa
|  | 29,45 % |

|  | 65,88 % |

|  | 6,62 % |

|  | 6,26 % |

|  | 6,19 % |

|  | 4,66 % |

|  | 2,93 % |

|  | 2,78 % |

|  | 2,29 % |

|  | 2,20 % |

|  | 2,13 % |

|  | 1,81 % |

|  | 1,69 % |

|  | 1,52 % |

|  | 1,41 % |

|  | 1,39 % |

|  | 1,22 % |

|  | 1,22 % |

|  | 1,18 % |

|  | 1,17 % |

|  | 1,14 % |

|  | 1,12 % |

|  | 1,07 % |

|  | 1,05 % |

|  | 1,00 % |

|  | 0,91 % |

|  | 0,91 % |

|  | 0,87 % |

|  | 0,80 % |

|  | 0,80 % |

|  | 0,78 % |

|  | 0,77 % |

|  | 0,76 % |

|  | 0,73 % |

|  | 0,66 % |

|  | 0,65 % |

|  | 0,63 % |

|  | 0,59 % |

|  | 0,51 % |

|  | 0,51 % |

|  | 0,47 % |

|  | 0,47 % |

|  | 0,47 % |

|  | 0,47 % |

|  | 0,47 % |

|  | 0,47 % |

|  | 0,46 % |

|  | 0,45 % |

|  | 0,41 % |

|  | 0,36 % |

|  | 0,32 % |

|  | 0,32 % |

|  | 0,28 % |

|  | 0,10 % |

|  | 0,10 % |

|  | 16,68 % |

|  | 33,60 % |

|  | 11,80 % |

|  | 8,41 % |

|  | 7,62 % |

|  | 6,91 % |

|  | 6,16 % |

|  | 5,92 % |

|  | 5,90 % |

|  | 5,76 % |

|  | 5,72 % |

|  | 4,74 % |

|  | 3,71 % |

|  | 2,94 % |

|  | 2,18 % |

|  | 1,88 % |

|  | 1,41 % |

|  | 1,29 % |

|  | 0,99 % |

|  | 0,52 % |

|  | 93,63 % |

|  | 4,97 % |

|  | 1,40 % |

|  | 69,00 % |

|  | 100 % |

## Jujuy
|  | 41,44 % |

|  | 29,22 % |

|  | 15,64 % |

|  | 6,60 % |

|  | 2,60 % |

|  | 2,31 % |

|  | 2,20 % |

|  | 87,38 % |

|  | 11,04 % |

|  | 1,58 % |

|  | 72,97 % |

|  | 100 % |

## La Rioja
| Departamento           | Diputados | A renovar | Mandato   |
| ---------------------- | --------- | --------- | --------- |
| Ángel V. Peñaloza      | 1         | —         | —         |
| Arauco                 | 3         | 3         | 2009-2011 |
| Belgrano               | 1         | —         | —         |
| Capital                | 8         | 7         | 2009-2013 |
| Castro Barros          | 1         | 1         | 2009-2013 |
| Chamical               | 3         | 3         | 2009-2011 |
| Chilecito              | 4         | 3         | 2009-2011 |
| Facundo Quiroga        | 1         | 1         | 2009-2013 |
| Famatina               | 1         | 1         | 2009-2011 |
| Felipe Varela          | 3         | 3         | 2009-2013 |
| Independencia          | 1         | —         | —         |
| Lamadrid               | 1         | —         | —         |
| Ocampo                 | 1         | —         | —         |
| Rosario Vera Peñaloza  | 3         | 3         | 2009-2013 |
| San Blas de los Sauces | 1         | —         | —         |
| San Martín             | 1         | —         | —         |
| Sanagasta              | 1         | 1         | 2009-2013 |
| Vinchina               | 1         | 1         | 2009-2013 |
| Total                  | 36        | 27        |           |

|  | 20,51 % |

|  | 19,98 % |

|  | 16,54 % |

|  | 8,54 % |

|  | 8,36 % |

|  | 4,34 % |

|  | 2,76 % |

|  | 2,12 % |

|  | 2,04 % |

|  | 1,77 % |

|  | 1,75 % |

|  | 1,75 % |

|  | 1,58 % |

|  | 1,30 % |

|  | 0,99 % |

|  | 0,92 % |

|  | 0,83 % |

|  | 0,58 % |

|  | 0,56 % |

|  | 0,53 % |

|  | 0,52 % |

|  | 0,42 % |

|  | 0,32 % |

|  | 0,22 % |

|  | 0,22 % |

|  | 0,20 % |

|  | 0,15 % |

|  | 0,10 % |

|  | 0,08 % |

|  | 93,29 % |

|  | 5,02 % |

|  | 1,69 % |

|  | 78,34 % |

|  | 100 % |

### Resultados por departamentos
|  | 48,40 % |

|  | 36,50 % |

|  | 6,12 % |

|  | 5,53 % |

|  | 3,45 % |

|  | 95,11 % |

|  | 3,74 % |

|  | 1,15 % |

|  | 78,63 % |

|  | 100 % |

|  | 21,44 % |

|  | 19,57 % |

|  | 16,26 % |

|  | 14,66 % |

|  | 11,32 % |

|  | 3,20 % |

|  | 3,11 % |

|  | 2,27 % |

|  | 2,20 % |

|  | 1,42 % |

|  | 0,99 % |

|  | 0,94 % |

|  | 0,85 % |

|  | 0,83 % |

|  | 0,61 % |

|  | 0,34 % |

|  | 93,25 % |

|  | 4,55 % |

|  | 2,20 % |

|  | 78,50 % |

|  | 100 % |

|  | 63,10 % |

|  | 35,20 % |

|  | 1,70 % |

|  | 95,48 % |

|  | 4,23 % |

|  | 0,29 % |

|  | 83,28 % |

|  | 100 % |

|  | 21,43 % |

|  | 21,11 % |

|  | 16,55 % |

|  | 12,19 % |

|  | 8,24 % |

|  | 7,20 % |

|  | 5,95 % |

|  | 4,30 % |

|  | 1,53 % |

|  | 1,49 % |

|  | 94,37 % |

|  | 4,86 % |

|  | 0,78 % |

|  | 76,77 % |

|  | 100 % |

|  | 39,04 % |

|  | 29,74 % |

|  | 18,53 % |

|  | 6,60 % |

|  | 2,06 % |

|  | 1,53 % |

|  | 1,12 % |

|  | 0,79 % |

|  | 0,60 % |

|  | 90,71 % |

|  | 7,97 % |

|  | 1,32 % |

|  | 76,00 % |

|  | 100 % |

|  | 39,17 % |

|  | 30,33 % |

|  | 14,28 % |

|  | 8,79 % |

|  | 7,43 % |

|  | 90,55 % |

|  | 8,74 % |

|  | 0,71 % |

|  | 83,49 % |

|  | 100 % |

|  | 31,56 % |

|  | 26,35 % |

|  | 24,80 % |

|  | 17,29 % |

|  | 94,67 % |

|  | 4,37 % |

|  | 0,96 % |

|  | 77,57 % |

|  | 100 % |

|  | 40,02 % |

|  | 24,96 % |

|  | 22,14 % |

|  | 12,88 % |

|  | 96,05 % |

|  | 3,30 % |

|  | 0,65 % |

|  | 82,48 % |

|  | 100 % |

|  | 46,71 % |

|  | 24,90 % |

|  | 18,42 % |

|  | 6,97 % |

|  | 3,31 % |

|  | 93,99 % |

|  | 4,89 % |

|  | 1,13 % |

|  | 75,90 % |

|  | 100 % |

|  | 71,14 % |

|  | 23,19 % |

|  | 3,14 % |

|  | 2,53 % |

|  | 98,21 % |

|  | 1,59 % |

|  | 0,20 % |

|  | 88,71 % |

|  | 100 % |

|  | 53,63 % |

|  | 38,06 % |

|  | 8,31 % |

|  | 95,14 % |

|  | 3,70 % |

|  | 1,16 % |

|  | 80,22 % |

|  | 100 % |

## Mendoza

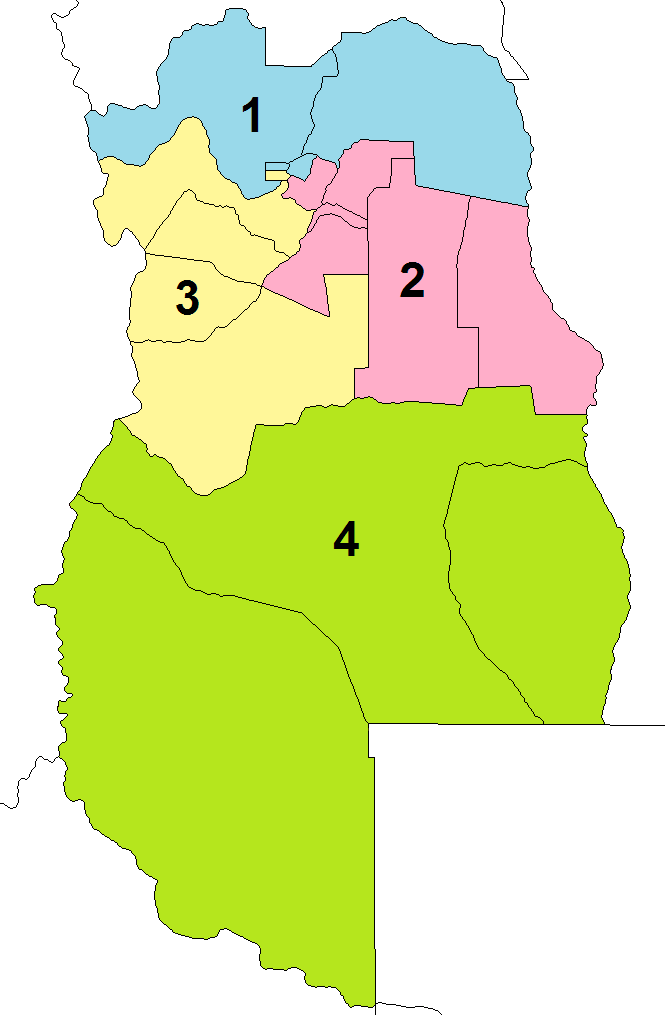
Secciones electorales de Mendoza:
1ª Sección
2ª Sección
3ª Sección
4ª Sección

| Sección Electoral | Cámara de Diputados | Cámara de Diputados | Cámara de Senadores | Cámara de Senadores |
| Sección Electoral | Diputados           | A renovar           | Senadores           | A renovar           |
| ----------------- | ------------------- | ------------------- | ------------------- | ------------------- |
| 1                 | 16                  | 8                   | 12                  | 6                   |
| 2                 | 12                  | 6                   | 10                  | 5                   |
| 3                 | 10                  | 5                   | 8                   | 4                   |
| 4                 | 10                  | 5                   | 8                   | 4                   |
| Total             | 48                  | 24                  | 38                  | 19                  |

### Cámara de Diputados
|  | 48,92 % |

|  | 19,19 % |

|  | 14,30 % |

|  | 2,78 % |

|  | 1,89 % |

|  | 1,67 % |

|  | 1,62 % |

|  | 1,53 % |

|  | 1,52 % |

|  | 1,27 % |

|  | 1,23 % |

|  | 0,84 % |

|  | 0,84 % |

|  | 0,75 % |

|  | 0,73 % |

|  | 0,55 % |

|  | 0,35 % |

|  | 92,59 % |

|  | 5,67 % |

|  | 1,73 % |

|  | 77,66 % |

|  | 100 % |

#### Resultados por sección electoral
|  | 50,43 % |

|  | 17,08 % |

|  | 2,15 % |

|  | 0,94 % |

|  | 20,17 % |

|  | 14,83 % |

|  | 1,99 % |

|  | 1,96 % |

|  | 1,79 % |

|  | 1,42 % |

|  | 1,26 % |

|  | 1,10 % |

|  | 1,02 % |

|  | 0,96 % |

|  | 0,90 % |

|  | 0,88 % |

|  | 0,80 % |

|  | 0,50 % |

|  | 94,03 % |

|  | 4,11 % |

|  | 1,86 % |

|  | 75,80 % |

|  | 100 % |

|  | 51,76 % |

|  | 22,39 % |

|  | 2,90 % |

|  | 1,45 % |

|  | 1,44 % |

|  | 1,41 % |

|  | 29,58 % |

|  | 10,25 % |

|  | 2,00 % |

|  | 1,57 % |

|  | 1,35 % |

|  | 1,30 % |

|  | 1,04 % |

|  | 0,58 % |

|  | 0,56 % |

|  | 92,16 % |

|  | 6,33 % |

|  | 1,52 % |

|  | 80,65 % |

|  | 100 % |

|  | 50,77 % |

|  | 17,62 % |

|  | 13,38 % |

|  | 2,36 % |

|  | 0,84 % |

|  | 16,57 % |

|  | 2,28 % |

|  | 1,83 % |

|  | 1,84 % |

|  | 1,62 % |

|  | 1,45 % |

|  | 1,29 % |

|  | 1,28 % |

|  | 1,09 % |

|  | 0,90 % |

|  | 0,76 % |

|  | 0,71 % |

|  | 92,78 % |

|  | 5,60 % |

|  | 1,62 % |

|  | 77,90 % |

|  | 100 % |

|  | 37,40 % |

|  | 29,00 % |

|  | 4,89 % |

|  | 2,60 % |

|  | 36,48 % |

|  | 14,02 % |

|  | 2,89 % |

|  | 2,02 % |

|  | 1,81 % |

|  | 1,50 % |

|  | 1,32 % |

|  | 1,14 % |

|  | 1,00 % |

|  | 0,42 % |

|  | 89,55 % |

|  | 8,49 % |

|  | 1,96 % |

|  | 77,30 % |

|  | 100 % |

### Cámara de Senadores
|  | 49,02 % |

|  | 19,09 % |

|  | 14,37 % |

|  | 2,77 % |

|  | 1,93 % |

|  | 1,69 % |

|  | 1,65 % |

|  | 1,51 % |

|  | 1,50 % |

|  | 1,26 % |

|  | 1,21 % |

|  | 0,83 % |

|  | 0,81 % |

|  | 0,75 % |

|  | 0,72 % |

|  | 0,55 % |

|  | 0,35 % |

|  | 92,98 % |

|  | 5,29 % |

|  | 1,74 % |

|  | 77,66 % |

|  | 100 % |

#### Resultados por sección electoral
|  | 50,51 % |

|  | 16,91 % |

|  | 2,15 % |

|  | 0,93 % |

|  | 19,99 % |

|  | 14,94 % |

|  | 2,05 % |

|  | 2,04 % |

|  | 1,81 % |

|  | 1,41 % |

|  | 1,23 % |

|  | 1,09 % |

|  | 1,02 % |

|  | 0,95 % |

|  | 0,88 % |

|  | 0,87 % |

|  | 0,76 % |

|  | 0,45 % |

|  | 94,58 % |

|  | 3,55 % |

|  | 1,86 % |

|  | 75,80 % |

|  | 100 % |

|  | 51,67 % |

|  | 22,46 % |

|  | 2,90 % |

|  | 1,45 % |

|  | 1,41 % |

|  | 28,21 % |

|  | 10,36 % |

|  | 1,98 % |

|  | 1,56 % |

|  | 1,44 % |

|  | 1,33 % |

|  | 1,29 % |

|  | 1,01 % |

|  | 0,58 % |

|  | 0,56 % |

|  | 92,38 % |

|  | 6,08 % |

|  | 1,54 % |

|  | 80,65 % |

|  | 100 % |

|  | 51,55 % |

|  | 13,28 % |

|  | 2,31 % |

|  | 1,81 % |

|  | 0,83 % |

|  | 18,23 % |

|  | 17,26 % |

|  | 2,22 % |

|  | 1,83 % |

|  | 1,60 % |

|  | 1,35 % |

|  | 1,27 % |

|  | 1,27 % |

|  | 1,08 % |

|  | 0,90 % |

|  | 0,74 % |

|  | 0,70 % |

|  | 93,19 % |

|  | 5,19 % |

|  | 1,62 % |

|  | 77,90 % |

|  | 100 % |

|  | 28,82 % |

|  | 4,89 % |

|  | 2,57 % |

|  | 0,98 % |

|  | 37,25 % |

|  | 36,69 % |

|  | 14,61 % |

|  | 2,90 % |

|  | 2,32 % |

|  | 1,85 % |

|  | 1,47 % |

|  | 1,35 % |

|  | 1,13 % |

|  | 0,41 % |

|  | 89,75 % |

|  | 8,31 % |

|  | 1,93 % |

|  | 77,30 % |

|  | 100 % |

### Consulta Popular
Consulta popular para reformar la Constitución para remover la reelección indefinida de intendentes. Inicialmente no fue aprobada ya que el "Sí" no obtuvo más del 50% sobre los electores registrados, no fue hasta 2018 que Alfredo Cornejo promulgó la enmienda, acción que luego fue confirmada por la Suprema Corte Provincial al fallar que el "Sí" debe obtener más del 50% sobre el total del personas que votaron.
|  | 83,01 % |

|  | 16,99 % |

|  | 72,72 % |

|  | 26,62 % |

|  | 0,66 % |

|  | 77,66 % |

|  | 100 % |

## Misiones
|  | 46,29 % |

|  | 11,17 % |

|  | 10,74 % |

|  | 9,82 % |

|  | 6,93 % |

|  | 4,68 % |

|  | 3,61 % |

|  | 1,54 % |

|  | 1,48 % |

|  | 0,85 % |

|  | 0,74 % |

|  | 0,72 % |

|  | 0,51 % |

|  | 0,31 % |

|  | 0,30 % |

|  | 0,30 % |

|  | 93,48 % |

|  | 4,37 % |

|  | 2,15 % |

|  | 69,61 % |

|  | 100 % |

## Salta
| Departamento           | Cámara de Diputados | Cámara de Diputados | Cámara de Senadores | Cámara de Senadores |
| Departamento           | Diputados           | A renovar           | Senadores           | A renovar           |
| ---------------------- | ------------------- | ------------------- | ------------------- | ------------------- |
| Anta                   | 3                   | 3                   | 1                   | —                   |
| Cachi                  | 1                   | 1                   | 1                   | 1                   |
| Cafayate               | 1                   | 1                   | 1                   | 1                   |
| Capital                | 19                  | 10                  | 1                   | 1                   |
| Cerrillos              | 2                   | —                   | 1                   | —                   |
| Chicoana               | 1                   | 1                   | 1                   | 1                   |
| General Güemes         | 2                   | —                   | 1                   | 1                   |
| General San Martín     | 6                   | 3                   | 1                   | —                   |
| Guachipas              | 1                   | —                   | 1                   | 1                   |
| Iruya                  | 1                   | 1                   | 1                   | —                   |
| La Caldera             | 1                   | —                   | 1                   | 1                   |
| La Candelaria          | 1                   | —                   | 1                   | —                   |
| La Poma                | 1                   | —                   | 1                   | 1                   |
| La Viña                | 1                   | —                   | 1                   | —                   |
| Los Andes              | 1                   | —                   | 1                   | 1                   |
| Metán                  | 3                   | 3                   | 1                   | —                   |
| Molinos                | 1                   | —                   | 1                   | 1                   |
| Orán                   | 6                   | 3                   | 1                   | —                   |
| Rivadavia              | 2                   | 2                   | 1                   | —                   |
| Rosario de la Frontera | 2                   | 2                   | 1                   | —                   |
| Rosario de Lerma       | 2                   | —                   | 1                   | 1                   |
| San Carlos             | 1                   | —                   | 1                   | 1                   |
| Santa Victoria         | 1                   | —                   | 1                   | —                   |
| Total                  | 60                  | 30                  | 23                  | 12                  |

### Cámara de Diputados
|  | 24,01 % |

|  | 11,81 % |

|  | 10,18 % |

|  | 9,15 % |

|  | 8,01 % |

|  | 7,00 % |

|  | 5,88 % |

|  | 5,72 % |

|  | 3,67 % |

|  | 2,89 % |

|  | 2,85 % |

|  | 2,46 % |

|  | 1,81 % |

|  | 1,64 % |

|  | 0,86 % |

|  | 0,62 % |

|  | 0,49 % |

|  | 0,36 % |

|  | 0,35 % |

|  | 0,14 % |

|  | 0,06 % |

|  | 0,04 % |

#### Resultados por departamentos
|  | 30,97 % |

|  | 24,36 % |

|  | 12,24 % |

|  | 11,83 % |

|  | 8,89 % |

|  | 4,73 % |

|  | 2,67 % |

|  | 2,24 % |

|  | 2,07 % |

|  | 42,27 % |

|  | 35,73 % |

|  | 16,83 % |

|  | 2,19 % |

|  | 1,73 % |

|  | 1,25 % |

|  | 21,70 % |

|  | 20,32 % |

|  | 15,18 % |

|  | 15,01 % |

|  | 7,66 % |

|  | 7,40 % |

|  | 5,98 % |

|  | 3,39 % |

|  | 2,47 % |

|  | 0,89 % |

|  | 21,84 % |

|  | 20,78 % |

|  | 10,28 % |

|  | 9,12 % |

|  | 7,47 % |

|  | 6,89 % |

|  | 5,23 % |

|  | 3,41 % |

|  | 3,37 % |

|  | 2,57 % |

|  | 2,40 % |

|  | 1,44 % |

|  | 1,33 % |

|  | 1,26 % |

|  | 0,81 % |

|  | 0,70 % |

|  | 0,69 % |

|  | 0,41 % |

|  | 37,29 % |

|  | 37,26 % |

|  | 22,96 % |

|  | 2,50 % |

|  | 23,03 % |

|  | 22,52 % |

|  | 17,48 % |

|  | 8,06 % |

|  | 6,71 % |

|  | 3,74 % |

|  | 3,55 % |

|  | 3,35 % |

|  | 2,78 % |

|  | 2,72 % |

|  | 1,33 % |

|  | 1,25 % |

|  | 0,99 % |

|  | 0,98 % |

|  | 0,58 % |

|  | 0,52 % |

|  | 0,41 % |

|  | 42,87 % |

|  | 40,67 % |

|  | 12,51 % |

|  | 1,68 % |

|  | 1,41 % |

|  | 0,86 % |

|  | 35,51 % |

|  | 25,13 % |

|  | 12,19 % |

|  | 5,91 % |

|  | 5,65 % |

|  | 4,16 % |

|  | 3,71 % |

|  | 2,93 % |

|  | 1,56 % |

|  | 1,41 % |

|  | 1,38 % |

|  | 0,46 % |

|  | 28,80 % |

|  | 22,48 % |

|  | 13,77 % |

|  | 10,09 % |

|  | 9,09 % |

|  | 4,55 % |

|  | 3,25 % |

|  | 2,80 % |

|  | 1,95 % |

|  | 1,31 % |

|  | 0,98 % |

|  | 0,48 % |

|  | 0,46 % |

|  | 32,23 % |

|  | 28,73 % |

|  | 22,36 % |

|  | 12,15 % |

|  | 3,64 % |

|  | 0,85 % |

|  | 0,05 % |

|  | 32,36 % |

|  | 30,86 % |

|  | 19,79 % |

|  | 5,72 % |

|  | 3,06 % |

|  | 2,43 % |

|  | 2,30 % |

|  | 1,21 % |

|  | 0,89 % |

|  | 0,77 % |

|  | 0,61 % |

### Cámara de Senadores
|  | 25,20 % |

|  | 17,70 % |

|  | 8,83 % |

|  | 7,72 % |

|  | 6,69 % |

|  | 6,29 % |

|  | 4,92 % |

|  | 3,92 % |

|  | 2,93 % |

|  | 2,82 % |

|  | 2,20 % |

|  | 2,11 % |

|  | 2,10 % |

|  | 1,91 % |

|  | 1,38 % |

|  | 0,77 % |

|  | 0,66 % |

|  | 0,57 % |

|  | 0,44 % |

|  | 0,35 % |

|  | 0,28 % |

|  | 0,04 % |

|  | 0,08 % |

|  | 0,07 % |

|  | 0,02 % |

#### Resultados por departamentos
|  | 42,97 % |

|  | 32,02 % |

|  | 17,81 % |

|  | 3,69 % |

|  | 2,32 % |

|  | 1,19 % |

|  | 23,89 % |

|  | 23,09 % |

|  | 16,69 % |

|  | 12,12 % |

|  | 8,08 % |

|  | 6,09 % |

|  | 4,60 % |

|  | 2,91 % |

|  | 1,65 % |

|  | 0,86 % |

|  | 24,63 % |

|  | 23,80 % |

|  | 10,10 % |

|  | 8,40 % |

|  | 7,05 % |

|  | 6,81 % |

|  | 5,18 % |

|  | 3,59 % |

|  | 3,32 % |

|  | 2,39 % |

|  | 1,14 % |

|  | 1,07 % |

|  | 0,82 % |

|  | 0,66 % |

|  | 0,65 % |

|  | 0,38 % |

|  | 41,58 % |

|  | 31,29 % |

|  | 24,52 % |

|  | 2,60 % |

|  | 27,51 % |

|  | 25,10 % |

|  | 15,76 % |

|  | 15,73 % |

|  | 3,71 % |

|  | 3,67 % |

|  | 2,74 % |

|  | 1,33 % |

|  | 1,18 % |

|  | 1,09 % |

|  | 0,96 % |

|  | 0,91 % |

|  | 0,29 % |

|  | 49,90 % |

|  | 34,85 % |

|  | 11,86 % |

|  | 3,38 % |

|  | 32,82 % |

|  | 20,16 % |

|  | 16,40 % |

|  | 9,48 % |

|  | 7,52 % |

|  | 5,72 % |

|  | 4,62 % |

|  | 3,27 % |

|  | 52,14 % |

|  | 44,49 % |

|  | 3,38 % |

|  | 44,30 % |

|  | 29,15 % |

|  | 8,67 % |

|  | 7,41 % |

|  | 6,11 % |

|  | 3,13 % |

|  | 1,23 % |

|  | 56,62 % |

|  | 33,14 % |

|  | 5,26 % |

|  | 0,61 % |

|  | 4,36 % |

|  | 36,07 % |

|  | 28,77 % |

|  | 15,34 % |

|  | 8,11 % |

|  | 6,28 % |

|  | 2,18 % |

|  | 1,62 % |

|  | 1,10 % |

|  | 0,53 % |

|  | 38,34 % |

|  | 34,81 % |

|  | 12,16 % |

|  | 8,69 % |

|  | 3,68 % |

|  | 1,19 % |

|  | 0,64 % |

|  | 0,32 % |

|  | 0,17 % |

## San Luis
| Departamento       | Cámara de Diputados | Cámara de Diputados | Cámara de Senadores | Cámara de Senadores |
| Departamento       | Bancas              | A renovar           | Senadores           | A renovar           |
| ------------------ | ------------------- | ------------------- | ------------------- | ------------------- |
| Ayacucho           | 4                   | —                   | 1                   | 1                   |
| Belgrano           | 3                   | 3                   | 1                   | 1                   |
| Chacabuco          | 4                   | —                   | 1                   | —                   |
| Coronel Pringles   | 3                   | 3                   | 1                   | —                   |
| General Pedernera  | 10                  | —                   | 1                   | 1                   |
| General San Martín | 3                   | —                   | 1                   | 1                   |
| Gobernador Dupuy   | 3                   | 3                   | 1                   | —                   |
| Junín              | 3                   | 3                   | 1                   | —                   |
| La Capital         | 10                  | 10                  | 1                   | —                   |
| Total              | 43                  | 22                  | 9                   | 4                   |

### Cámara de Diputados
|  | 35,08 % |

|  | 15,77 % |

|  | 14,80 % |

|  | 10,73 % |

|  | 10,30 % |

|  | 3,57 % |

|  | 2,69 % |

|  | 1,85 % |

|  | 1,65 % |

|  | 1,40 % |

|  | 1,03 % |

|  | 0,88 % |

|  | 0,25 % |

|  | 91,92 % |

|  | 6,00 % |

|  | 2,08 % |

|  | 73,61 % |

|  | 100 % |

#### Resultados por departamentos
|  | 44,31 % |

|  | 33,98 % |

|  | 6,90 % |

|  | 14,81 % |

|  | 84,41 % |

|  | 14,81 % |

|  | 0,78 % |

|  | 79,52 % |

|  | 100 % |

|  | 34,03 % |

|  | 29,01 % |

|  | 15,53 % |

|  | 8,34 % |

|  | 6,19 % |

|  | 4,42 % |

|  | 2,47 % |

|  | 86,51 % |

|  | 11,88 % |

|  | 1,61 % |

|  | 80,41 % |

|  | 100 % |

|  | 48,14 % |

|  | 35,34 % |

|  | 14,52 % |

|  | 1,57 % |

|  | 0,43 % |

|  | 93,74 % |

|  | 5,60 % |

|  | 0,66 % |

|  | 80,36 % |

|  | 100 % |

|  | 51,73 % |

|  | 23,77 % |

|  | 10,76 % |

|  | 5,70 % |

|  | 4,19 % |

|  | 3,86 % |

|  | 90,57 % |

|  | 7,00 % |

|  | 2,43 % |

|  | 73,88 % |

|  | 100 % |

|  | 32,82 % |

|  | 19,11 % |

|  | 12,86 % |

|  | 11,88 % |

|  | 8,96 % |

|  | 4,67 % |

|  | 2,71 % |

|  | 2,42 % |

|  | 1,83 % |

|  | 1,40 % |

|  | 1,34 % |

|  | 92,61 % |

|  | 5,19 % |

|  | 2,20 % |

|  | 72,53 % |

|  | 100 % |

### Cámara de Senadores
|  | 52,32 % |

|  | 20,78 % |

|  | 11,40 % |

|  | 6,61 % |

|  | 4,28 % |

|  | 3,91 % |

|  | 0,70 % |

|  | 86,42 % |

|  | 11,55 % |

|  | 2,03 % |

|  | 77,14 % |

|  | 100 % |

#### Resultados por departamentos
|  | 57,07 % |

|  | 31,95 % |

|  | 7,04 % |

|  | 3,94 % |

|  | 88,50 % |

|  | 10,94 % |

|  | 0,56 % |

|  | 78,16 % |

|  | 100 % |

|  | 69,71 % |

|  | 15,14 % |

|  | 14,64 % |

|  | 0,50 % |

|  | 54,47 % |

|  | 44,59 % |

|  | 0,70 % |

|  | 79,52 % |

|  | 100 % |

|  | 51,19 % |

|  | 20,00 % |

|  | 12,95 % |

|  | 7,24 % |

|  | 5,35 % |

|  | 2,40 % |

|  | 0,87 % |

|  | 88,40 % |

|  | 9,24 % |

|  | 2,36 % |

|  | 76,77 % |

|  | 100 % |

|  | 50,55 % |

|  | 44,45 % |

|  | 3,30 % |

|  | 1,70 % |

|  | 95,27 % |

|  | 3,98 % |

|  | 0,75 % |

|  | 79,38 % |

|  | 100 % |